# طارق عبد اللطيف
طارق عبد اللطيف ، ممثل ومدبلج كويتي .

## عن حياته
له العديد من الأعمال التلفزيونية في المسلسلات والإذاعة والمسرح ودوبلاج الرسوم المتحركة .

## أعماله

### المسلسلات
- مسلسل سبع صنايع - 1981

### المسرح
- عاصفة في قلب صغير

### الإذاعة
- المسلسل الإذاعي نافذة على التاريخ

### من مؤلفاته
- مسرحية  عالم غريب غريب غريب

### دوبلاج الرسوم المتحركة
- سفينة الأصدقاء بدور (المقنع)
- فلونة
- مغامرات توم سوير
- مرجان و الفرسان الثلاثة
- الرجل الحديدي بدور (الراوي)
- صفر صفر واحد
- الحوت الأبيض بدور (صابر)
- مغامرات نحول بشار
- جورجي
- ليدي أوسكار فـي دور الكونت/ ڤيرسن
- الاميرة والنهر فلم كارتوني انتج عام 1982

## روابط خارجية
- طارق عبد اللطيف على موقع قاعدة بيانات الأفلام العربية